# جوني راينهارد
جوني راينهارد (بالإنجليزية: Johnny Reinhard)‏ هو ملحن أمريكي، ولد في 1956 في نيويورك في الولايات المتحدة.

## روابط خارجية
- جوني راينهارد على موقع ميوزك برينز (الإنجليزية)
- جوني راينهارد على موقع أول ميوزيك (الإنجليزية)
- جوني راينهارد على موقع ديسكوغز (الإنجليزية)